# Brenno Useria
Brenno Useria is een plaats (frazione) in de Italiaanse gemeente Arcisate.